# Museo de Arte Contemporáneo Mario Abreu
El Museo de Arte Contemporáneo de Maracay Mario Abreu (MACMA) es una institución especializada en artes visuales ubicada en la ciudad de Maracay, Estado Aragua, Venezuela. Fue inaugurado en 1966 bajo el mandato del gobernador Ildegar Pérez Segnini.
Su colección alberga obras de gran excelencia de la producción artística nacional y regional de los años cincuenta hasta la actualidad y se incrementa anualmente por la vía de la premiación del Salón Nacional de Arte Aragua, uno de los más relevantes eventos de las artes visuales del país, del cual el Macma es la sede anual. Además de su importantísima colección permanente, ofrece exposiciones temporales y cuenta con una tienda y un centro de documentación.